# Paulínia
Paulínia – miasto w Brazylii, w stanie São Paulo.